# Tolidewal
Tolidewal (nepalski: तोलोदेवल) – gaun wikas samiti w zachodniej części Nepalu w strefie Seti w dystrykcie Bajura. Według nepalskiego spisu powszechnego z 2011 roku liczył on 832 gospodarstwa domowe i 5065 mieszkańców (2648 kobiet i 2417 mężczyzn).